# Hyperthelia edulis
Hyperthelia edulis är en gräsart som först beskrevs av Charles Edward Hubbard, och fick sitt nu gällande namn av Clayton. Hyperthelia edulis ingår i släktet Hyperthelia och familjen gräs. Inga underarter finns listade i Catalogue of Life.